# Cattania trizona
Cattania trizona е вид охлюв от семейство Helicidae. Видът не е застрашен от изчезване.

## Разпространение и местообитание
Разпространен е в България, Румъния и Сърбия.
Обитава скалисти райони и каньони.

## Описание
Популацията на вида е стабилна.